# 高咲陽菜
高咲 陽菜（たかさき ひな、2006年11月24日 - ）は日本のアイドル。アイドルグループでんぱ組.incのメンバー。山梨県出身。

## 略歴
2019年7月30日、「でんぱ組虹コンJr.メンバー募集オーディション」に合格し、虹のコンキスタドールのジュニアユニット虹のファンタジスタとしてデビュー。
2021年2月16日、でんぱ組.inc成瀬瑛美卒業公演「ウルトラ☆マキシマム☆ポジティブ☆ストーリー!! ～バビュッといくよ未来にね☆～」にて、でんぱ組.incに加入。
2021年3月1日、虹のファンタジスタが活動休止となり、でんぱ組.incの活動に専念することを発表。
2025年3月2日、同年4月6日に秋葉原ディアステージで開催される予定のイベントへの出演を最後に芸能界を引退すると発表。

## 出演

### 舞台
- アリスインプロジェクト「ダンスライン[6]」（2022年6月29日 - 7月3日、新宿村LIVE）- 北野美環 役